# Galium qaradaghense
Galium qaradaghense là một loài thực vật có hoa trong họ Thiến thảo. Loài này được Schönb.-Tem. mô tả khoa học đầu tiên năm 1977.